# Supercopa suïssa de futbol
La supercopa suïssa de futbol va ser una competició futbolística suïssa que enfrontava els campions de la lliga i la copa del país. Es disputà entre els anys 1986 i 1990. Aquest darrer any, el Neuchâtel entrà com a subcampió de la copa, ja que el Grasshopper havia guanyat el doblet.

## Historial
| Data                 | Vencedor                | Finalista               | Resultat         | Seu                               |
| -------------------- | ----------------------- | ----------------------- | ---------------- | --------------------------------- |
| 3 d'agost de 1986    | BSC Young Boys          | FC Sion                 | 3-1              | Wankdorfstadion, Berna            |
| 4 d'agost de 1987    | Neuchâtel Xamax FC      | BSC Young Boys          | 3-0              | Estadi de la Maladière, Neuchâtel |
| 19 de juliol de 1988 | Neuchâtel Xamax FC      | Grasshopper-Club Zürich | 2-2 pr / 5-2 pen | Estadi Brügglifeld, Aarau         |
| 17 de juny de 1989   | Grasshopper-Club Zürich | FC Luzern               | 4-2              | Wankdorfstadion, Berna            |
| 21 de juliol de 1990 | Neuchâtel Xamax FC      | Grasshopper-Club Zürich | 1-1 pr / 4-3 pen | Estadi Hardturm, Zúric            |